# Fantastic Children
Fantastic Children é um anime cujo tema central é ligado a doutrinas espíritas e religiões orientais, embora procurando utilizar explicações científicas e racionais.
Na trama, por vários anos o mesmo grupo de crianças com cabelos brancos, conhecidas como "Crianças de Béfort", tem participado de assassinatos, infiltrando-se em famílias e matando as outras crianças para tomar o seu lugar. As crianças na verdade renascem a cada século como crianças normais, mas ao completarem cinco anos seus cabelos ficam brancos e eles se lembram de suas 'vidas passadas' e continuam a missão.

## Enredo
A história é dividida em três partes. Na Holanda em 1853, no arquipélago de ilhas do Sudeste Asiático em 1901, e também no arquipélago do Sudeste Asiático em 2012.
Na Holanda, o grupo persegue um garoto do grupo que se recusa a seguir viagem com eles. O mesmo garoto aparece depois na Suécia de 1901, já adulto, com um conhecimento científico bem avançado, seu nome é Conrad Rugen, inventor dos Raios-X. No arquipélago do Sudeste Asiático de 1901, o grupo finalmente chega ao seu destino : uma artista que infelizmente já está morta. E com ela encontram outro garoto que jura impedi-los.
No arquipélago de 2012, Chitto e Helga aparecem tentando fugir de um orfanato, e são ajudados por Thoma. Helga mostra a Thoma as pinturas que ela faz há muito tempo. E essas pinturas são as mesmas que a pintora de 1901 fazia.
Parece que as "Crianças de Béfort" vão querer ir atrás de Helga. Mas como Helga pode desenhar essas pinturas que ela nunca viu? São mistérios que só podem ser descobertos vendo o anime.

## Influências Religiosas
O anime tem uma mistura de doutrinas espíritas e religiões orientais, abordando temas como Corpos Etéreos e Reencarnação presentes no Confucionismo, Taoísmo, Budismo e Xintoismo.
Embora a influência da Religião seja grande, o anime procura na ciência razões que expliquem os fatos, incluindo a Teoria da Relatividade.

## Cenários
- Holanda em 1853
- Suécia em 1901
- Arquipélago do Sudeste Asiático em 1901 e 2012

## Músicas
- Tema de abertura, "Voyage", cantado por Inori
- Tema de encerramento "Mizu no Madoromi", disponível em Russo e Japonês

### CDs
- Fantastic Children OST : A Gift from Greecia (27 músicas)

### Jogos
- Fantastic Children
  - Plataforma: GBA
  - Gênero: Ação
  - Lançamento : 19 de maio de 2005